# Kimbal James Musk
Kimbal James Musk (né le 20 septembre 1972) est un entrepreneur et restaurateur sud-africain, canadien et américain. 

## Biographie
Kimbal Musk est le frère d'Elon Musk et de Tosca Musk, et le fils d'Errol Musk et de Maye Musk. 
Il co-détient The Kitchen Restaurant Group, un groupe de restaurants implantés au Colorado, à Chicago et à Austin. Il cofonde et préside Big Green (en), une organisation à but non lucratif qui installe des centaines de « jardins d'apprentissage » en plein air dans les cours d'écoles aux États-Unis.
Il est également cofondateur et président de Square Roots, une entreprise spécialisée dans l'agriculture urbaine, qui cultive des aliments dans des conteneurs maritimes contrôlés en température et utilisant des techniques hydroponiques. Il siège actuellement aux conseils d'administration de Tesla Inc., SpaceX et du Burning Man Project. Son frère Elon Musk est le PDG de Tesla et de SpaceX. Il siège également au conseil d'administration de Chipotle Mexican Grill de 2013 à 2019.
Il détient aussi une part importante du capital de Tesla.
En 1995, il cofonde avec son frère aîné Elon la société de logiciels Zip2, qui est ensuite rachetée par Compaq pour 307 millions de dollars en 1999.